# Pipizella montana
Pipizella montana är en tvåvingeart som beskrevs av Simic 1987. Pipizella montana ingår i släktet rotlusblomflugor, och familjen blomflugor. Inga underarter finns listade i Catalogue of Life.